# Osiedle Ażurowych Okiennic
Osiedle Ażurowych Okiennic lub Apartamenty Wilanowska – osiedle w dzielnicy Mokotów w Warszawie.

## Położenie i charakterystyka
Osiedle Ażurowych Okiennic położone jest na stołecznym Mokotowie, na południu obszaru Miejskiego Systemu Informacji Stegny. Znajduje się w kwartale ograniczonym ulicami: Przy Grobli (stanowiącej północną granicę Ursynowa), Aleksandra Patkowskiego i aleją Wilanowską. Przy południowo-zachodniej granicy przepływa Potok Służewiecki. Osiedle mieści się pod adresem: aleja Wilanowska, numery nieparzyste od 67 do 83.
Składa się z 13 budynków o 4–7 kondygnacjach posadowionych na działkach o powierzchni ok. 3,8 ha. Budowę zrealizowano w dwóch etapach w latach 2006–2014. Powstało łącznie 471 mieszkań (I etap: 260, II etap: 211) o powierzchniach od 37 do 324 m². W inwestycji zaplanowano także powierzchnie usługowe.
Deweloperem osiedla był Rogowski Development, a generalnym wykonawcą Henpol z Lublina. Osiedle zostało zaprojektowane przez zespół JEMS Architekci: Olgierd Jagiełło, Maciej Miłobędzki, Jerzy Szczepanik-Dzikowski, Marcin Sadowski, Paweł Majkusiak i Paweł Natkaniec w latach 2005–2007.
Budynki mają zróżnicowane, ale proste formy. Ich rozlokowanie wynika z kształtu działki i maksymalizacji powierzchni użytkowej. Na terenie osiedla zaplanowano ciągi piesze tworzące strefę wspólną dla mieszkańców. Budynek od strony alei Wilanowskiej w kształcie litery „U” tworzy pierzeję i oddziela resztę osiedla od ulicy. W części południowej zaprojektowano strefę wypoczynku, na którą składa się plac zabaw oraz skwer z wysoką zielenią. Na dachach zaplanowano tarasy.
Charakterystyczną cechą osiedla są elewacje, na które składają się drewniane, ruchome żaluzje w kolorze ciepłego brązu. Zapewniają one prywatność i możliwość regulowania ilości światła w lokalu. Dodatkowo, dzięki temu, że każdy mieszkaniec może we własnym zakresie zamykać i otwierać osłony, tworzą wrażenie dużej dynamiki trójwymiarowej kompozycji architektonicznej.

## Nagrody
Osiedle otrzymało dwie nagrody:
- Nagroda Architektoniczna Prezydenta m.st. Warszawy za lata 2001–2014 (I edycja) w kategorii architektura mieszkaniowa – zespół[10].
- Życie w Architekturze: nagroda główna w kategorii najlepszy budynek wielorodzinny za lata 2013–2014 (VIII edycja)[11]. Nagrodę przyznano „za piękno uzyskane dzięki prostocie i powtarzalności indywidualnie zaprojektowanych detali, a także zapewnienie mieszkańcom prywatności, mimo dużej skali inwestycji”[6].